# Universitätsbibliothek Augsburg
Die Universitätsbibliothek Augsburg ist eine zentrale Einrichtung der Universität Augsburg. Ihre Hauptaufgabe besteht in der Literatur- und Informationsversorgung der Studierenden, Forschenden und Lehrenden der Universität sowie der an wissenschaftlicher Literatur interessierten Öffentlichkeit. Für alle diese Personengruppen ist sie frei zugänglich. Unterhaltsträger ist der Freistaat Bayern. Mit circa 2,8 Millionen Medien gehört sie zu den größten Bibliotheken in Bayern.

## Geschichte
Mit Gründung der Universität Augsburg im Jahr 1970 wurde auch mit dem Aufbau einer Universitätsbibliothek begonnen. Nach einer ersten behelfsmäßigen Unterkunft war die Bibliothek ab Mai 1970 zunächst auf dem Universitätsgelände in der Memminger Straße und Eichleitner Straße („Alte Universität“) angesiedelt. Seit Ende des Jahres 1970 entstanden mehrere Teilbibliotheken. Im Jahre 1977 zogen die ersten dieser Teilbibliotheken auf den Universitätscampus im Süden der Stadt („Neue Universität“) und wurden zur „Teilbibliothek Geisteswissenschaften“ vereinigt. Im August 1980 begann der Neubau der Zentralbibliothek auf dem Universitätscampus („Neue Universität“), der zum Jahresende 1984 bezogen werden konnte. 1998 wurden die ursprünglich getrennten Teilbibliotheken Mathematik und Physik in einem neu errichteten Erweiterungsbau auf dem Campus unter dem Namen „Teilbibliothek Naturwissenschaften“ zusammengelegt. Seit der Fertigstellung des Neubaus der Teilbibliothek Sozialwissenschaften für die Fachbereiche Recht und Wirtschaft im Jahr 1999 befinden sich alle Teilbibliotheken auf dem Campus. Dies änderte sich im Zuge des Aufbaus einer neuen Medizinischen Fakultät an der Universität Augsburg, für die 2019 auf dem Gelände des Universitätsklinikums die Teilbibliothek Medizin eingerichtet wurde. Auf dem Gelände der „Alten Universität“ werden heute nur noch einige Räume als Ausweichmagazin genutzt.
Bei der Gründung der Universitätsbibliothek 1970 wurden in großem Umfang Fremddaten von der Universitätsbibliothek Regensburg übernommen. Diese Fremddatenübernahme gilt als Beginn des Bibliotheksverbundes Bayern. Im Laufe der Zeit wurden die Bestände einiger anderer Bibliotheken in die Universitätsbibliothek Augsburg eingegliedert, die heute zum Teil als Sondersammlungen gelten: 1971 die Seminarbestände der ehemaligen Philosophisch-Theologischen Hochschule Dillingen, 1972 die Bestände der Bibliothek der ehemaligen Philosophisch-Theologischen Hochschule Freising und der Pädagogischen Hochschule Augsburg. 1980 erwarb der Freistaat Bayern mit finanzieller Hilfe des Bundes die Oettingen-Wallersteinsche Bibliothek und teilte diese der Universitätsbibliothek Augsburg zu. 1981 ging die Bibliothek der Pädagogischen Stiftung Cassianeum als Dauerleihgabe an die Bibliothek über. 2005 wurde die Privatbibliothek Heinrich Brünings, des letzten Reichskanzlers der Weimarer Republik, übergeben. Im Juni 2009 kaufte die Universitätsbibliothek mit finanzieller Unterstützung des Freistaates Bayern und privater Förderer die Bibliothek der verbrannten Bücher von Georg P. Salzmann mit Werken jener Schriftsteller, die in der Zeit des Nationalsozialismus als verfemt galten.

## Aufbau

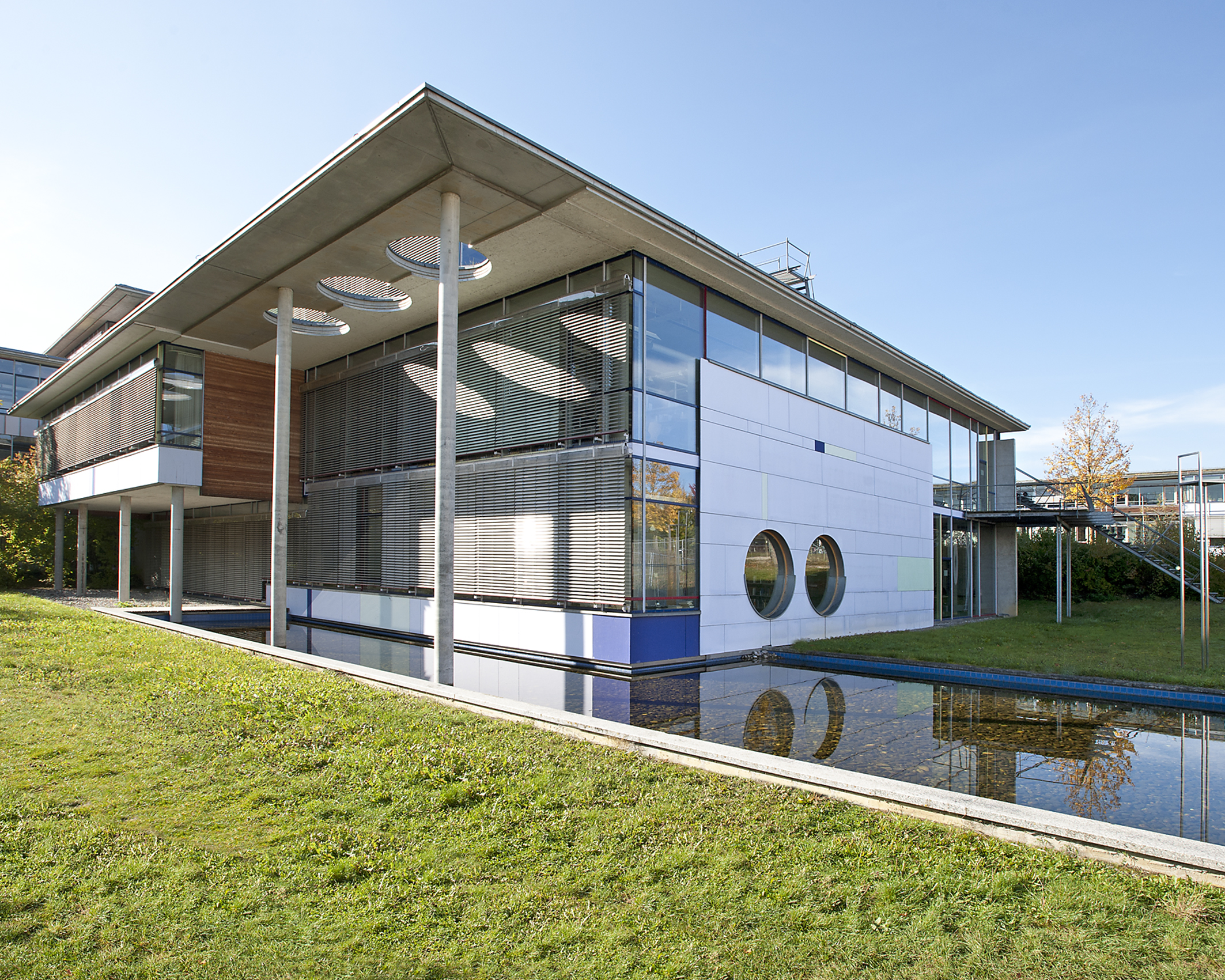
Teilbibliothek Sozialwissenschaften

Die Universitätsbibliothek Augsburg ist in einem einschichtigen Bibliothekssystem organisiert. Sie besteht aus der Zentralbibliothek sowie vier Teilbibliotheken, die sich – mit Ausnahme der Teilbibliothek Medizin – alle in unmittelbarer räumlicher Nähe auf dem Universitätscampus befinden:
- Teilbibliothek Geisteswissenschaften
- Teilbibliothek Sozialwissenschaften
- Teilbibliothek Naturwissenschaften
- Teilbibliothek Medizin

Daneben betreibt die Universitätsbibliothek am Leopold Mozart College of Music in der Grottenau eine Zweigstelle für das Sammelgebiet Musik. Die auf dem Campus befindlichen Bibliothekseinrichtungen sind mit Ausnahme der Teilbibliothek Naturwissenschaften durch Übergänge miteinander verbunden, wodurch ein Verlassen der Bibliotheksräume beim Wechsel des Lesesaals nicht notwendig ist.

## Bestand

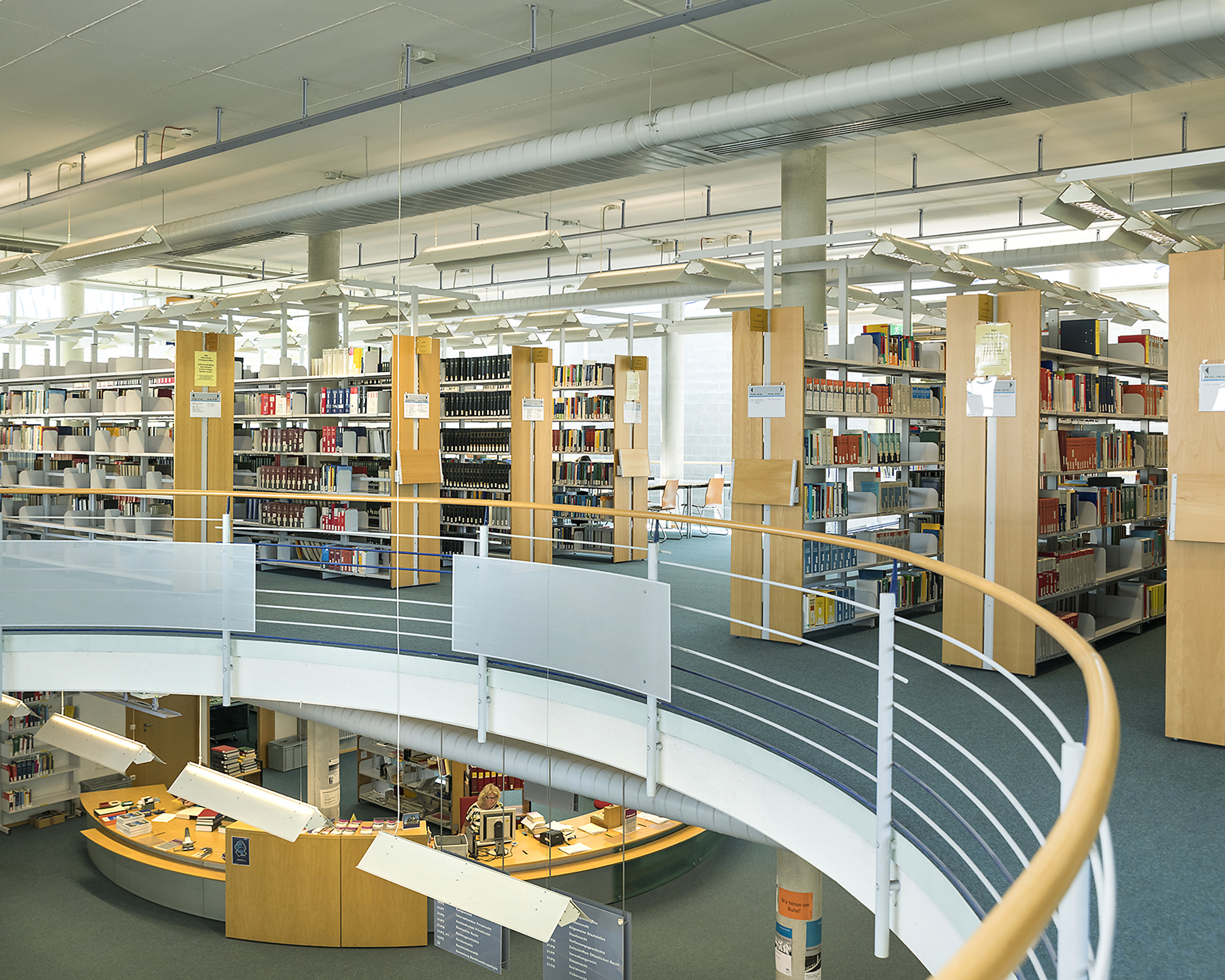
Lesesaal im Fachbereich Rechtswissenschaften

Die Universitätsbibliothek verfügt über einen Gesamtbestand (Stand: April 2022) von ca. 2,8 Mio. Druckschriften sowie ca. 550.000 audiovisuellen und elektronischen Medien und ist damit die größte Bibliothek im Regierungsbezirk Bayerisch-Schwaben. Sie bezieht laufend über 1700 gedruckte Zeitschriften und Zeitungen und bietet daneben Zugang zu ca. 61.000 elektronischen Zeitschriften. Ein großer Teil der Bestände, vor allem die aktuelle Literatur, ist als Präsenzbestand frei zugänglich in den Teilbibliotheken und im Lesesaal der Zentralbibliothek aufgestellt. Daneben gibt es einen umfangreichen ausleihbaren Magazinbestand. Die Universitätsbibliothek Augsburg sammelt Literatur zu allen an der Universität vertretenen Fächern. Ein besonderer Schwerpunkt liegt aufgrund der Fächerstruktur auf den Geistes- und Sozialwissenschaften. Mit dem Ausbau der Universitätsmedizin Augsburg zählt seit 2019 auch das gesamte Spektrum medizinischer Fachliteratur zu den Sammelschwerpunkten. Mit der 1980 erworbenen Oettingen-Wallersteinschen Bibliothek verfügt die vergleichsweise junge Universitätsbibliothek ferner über einen bedeutenden Altbestand. Daneben ergänzen weitere Sondersammlungen den Bestand. Zu nennen sind hier die bereits genannte Sammlung Salzmann („Bibliothek der verbrannten Bücher“) sowie die Sammlung Klaus W. und Ilsedore B. Jonas zur deutschen Literatur des 20. Jahrhunderts. Zu den Rara zählen auch die 10.000 Fotografien umfassende Fotosammlung der bekannten Fotografin Erika Groth-Schmachtenberger sowie ein umfangreicher Bestand an historischen Schulbüchern.

## Benutzung und Service

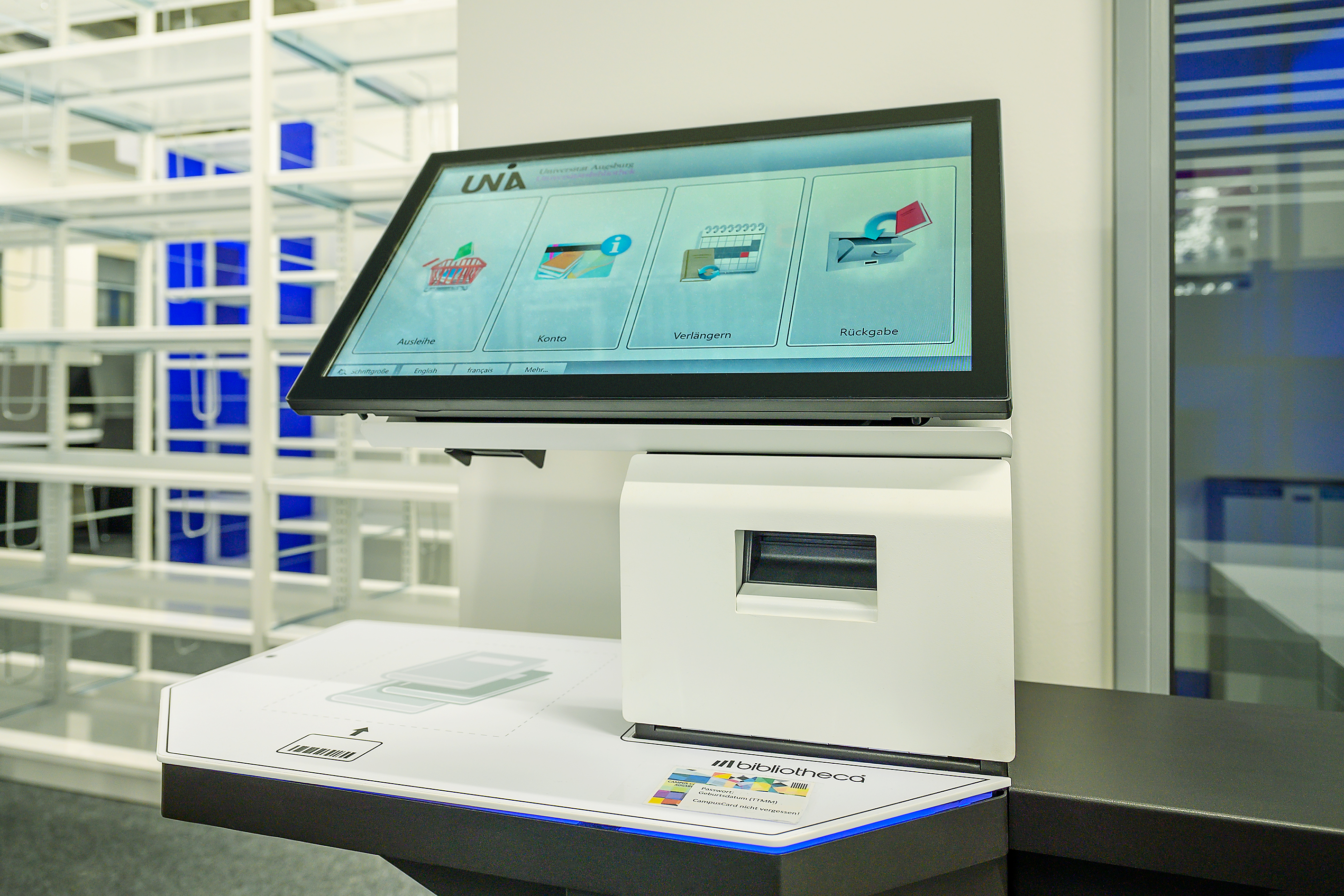
Selbstverbuchungs-Terminal in der Teilbibliothek Medizin

Die Universitätsbibliothek bietet neben den üblichen bibliothekarischen Dienstleistungen, das heißt der Bereitstellung von Medien im Online-, Präsenz- und Magazinbestand sowie über die Fernleihe, eine Reihe von zusätzlichen Services. Hierzu zählen regelmäßige Online- und Präsenzveranstaltungen zur Informations- und Recherchekompetenz für Studierende und Forschende, Beratungen zum Publizieren und zum Forschungsdatenmanagement sowie Bibliotheksführungen für Schulklassen aus der Region. Lehrende und Forschende der Universität Augsburg können den Online-Publikationsservice der Bibliothek nutzen, der über das universitäre Repositorium OPUS beim Publizieren von Dissertationen, der Zweitveröffentlichung im Open Access und dem automatisierten Pflegen eigener Publikationslisten auf den universitären Webseiten umfasst. Die Universitätsbibliothek Augsburg greift dabei auch die Anliegen der Open-Access-Initiative und aktuellen wissenschaftspolitischen Forderungen auf und berät die Wissenschaftler hierzu.
Seit April 2022 können alle Bibliotheksbenutzer kontaktlos und flexibel Medien an Selbstverbuchungsautomaten ausleihen, was durch die Umstellung der gesamten Buchsicherung und des Ausleihsystems auf die RFID-Technik möglich wurde.
Der umfangreiche Alt- und Sonderbestand der Universitätsbibliothek wird laufend digitalisiert und steht  rund um die Uhr frei zugänglich im Web in Form von hochauflösenden Digitalisaten für die Forschung zur Verfügung.